# واتسون والقرش
واتسون والقرش هي لوحة زيتية للفنان الأمريكي جون سينغلتون كوبلي رسمها في 1778 وهي الآن معروضة في المعرض الوطني للفنون.